# Les Chuchoteurs d'éléphants
Pour plus de détails, voir Fiche technique et Distribution.
Les Chuchoteurs d'éléphants (titre original en anglais : The Elephant Whisperers) est un film documentaire indien réalisé par Kartiki Gonsalves et sorti en décembre 2022 sur la plateforme Netflix. Il est lauréat de l'Oscar du meilleur court métrage documentaire en 2023.

## Synopsis
Le documentaire raconte l'histoire de Bomman et Bellie, un couple rural du sud de l'Inde qui a élevé avec succès Ragu et Ammu, deux bébés éléphants orphelin au camp de Theppakadu dans le parc national de Mudumalai, qui réhabilite de jeunes éléphants depuis plus de cent ans avec le pour les réintroduire dans la nature,.

## Fiche technique
- Titre : The Elephant Whisperers
- Réalisation : Kartiki Gonsalves
- Scénario : Priscilla Gonsalves
- Musique : Sven Faulconer
- Société de production : Sikhya Entertainment
- Pays d'origine :  Inde
- Langues originales : tamoul
- Format : couleurs
- Durée : 24 minutes

## Distinction
- Oscars 2023 : Oscar du meilleur court métrage documentaire